# Kloster Tiefenthal

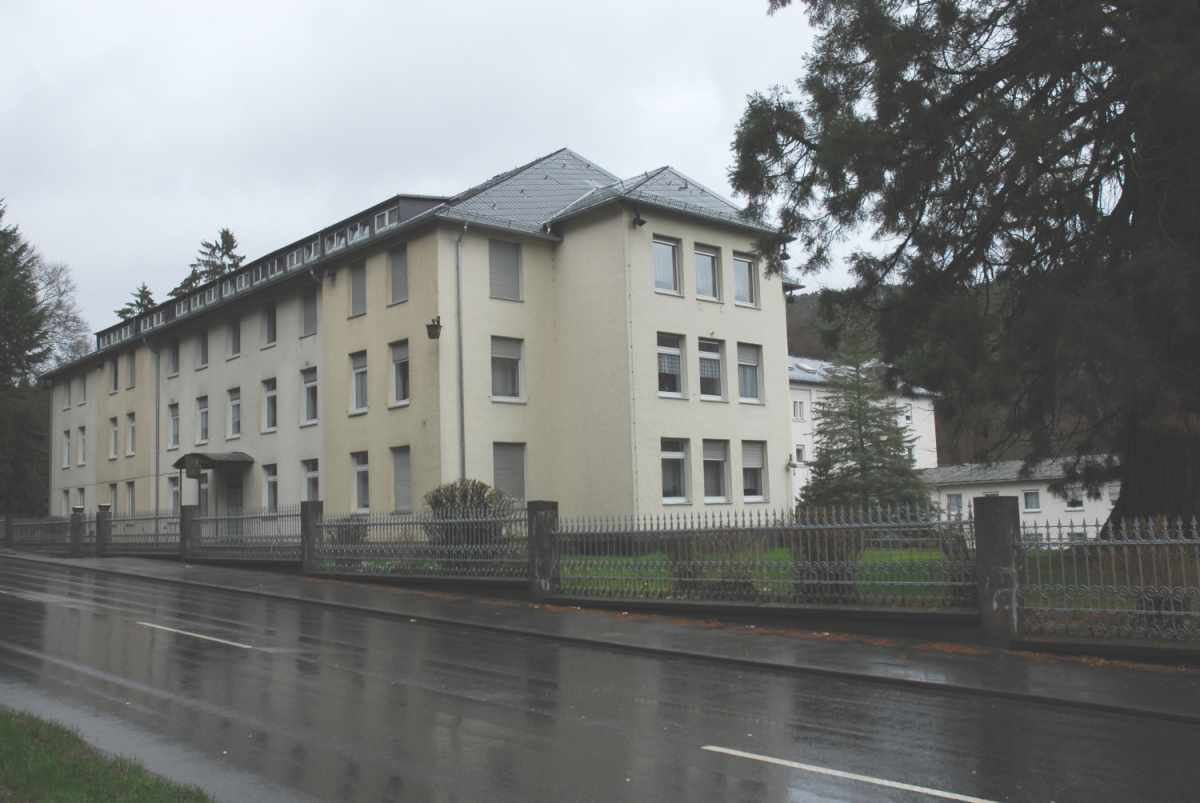
Kloster Tiefenthal, Neubau von 1946

Kloster Tiefenthal war ein Kloster und ein Bildungs- und Exerzitienhaus der Armen Dienstmägde Jesu Christi, bekannt als Dernbacher Schwestern, im Bistum Limburg. Das Anwesen liegt an der Bundesstraße 260 in der Nähe von Eltville-Martinsthal im Rheingau in Hessen, gehört aber zum Stadtteil Rauenthal.

## Geschichte

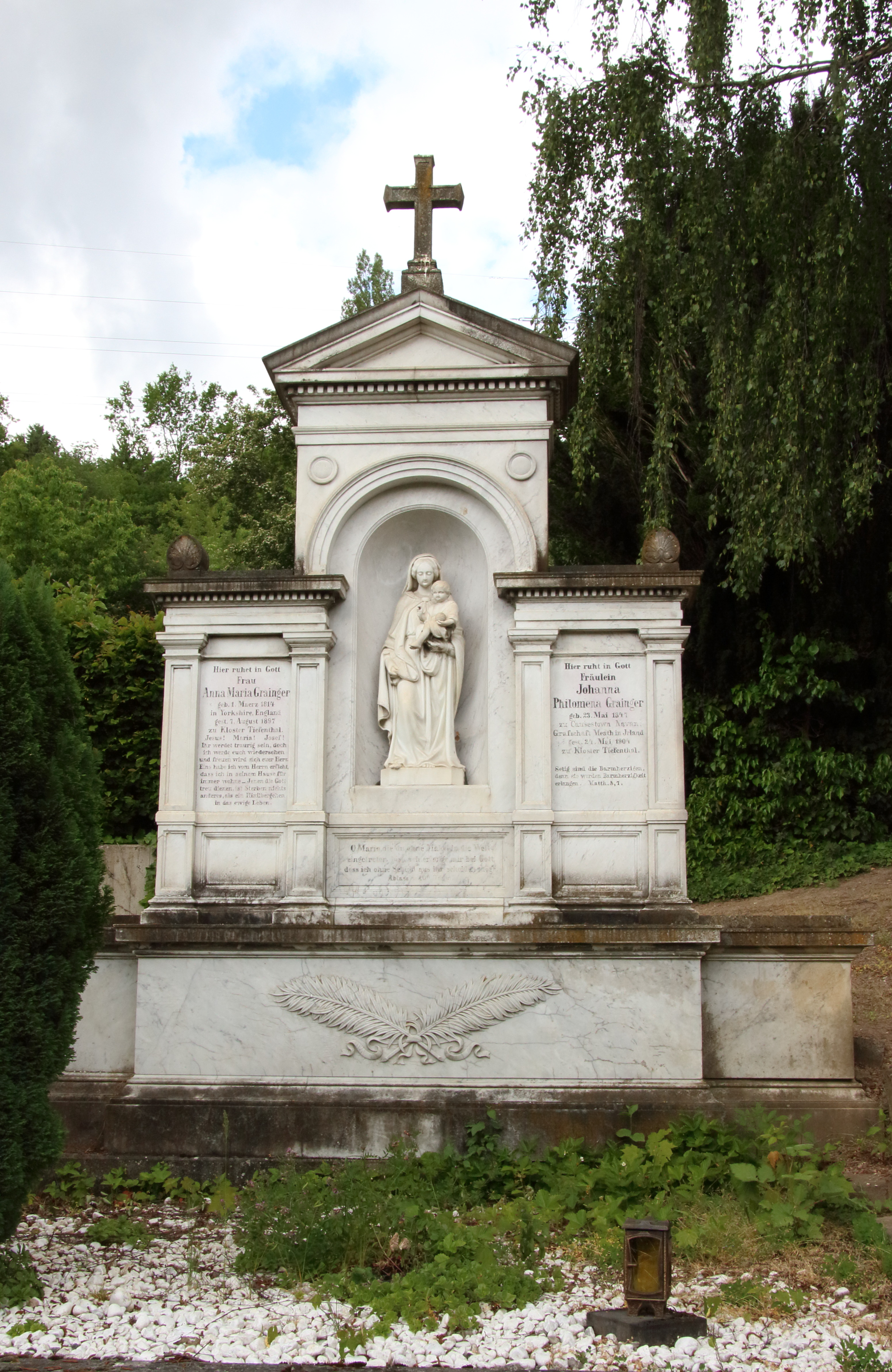
Grabmal Grainger auf dem Friedhof von Martinsthal

Das Kloster Tiefenthal wurde Mitte des 12. Jahrhunderts gegründet und zuerst von Prämonstratenserinnen bewohnt, danach kurzzeitig von Benediktinerinnen. 1242 trat der Konvent geschlossen zur Regel der Zisterzienserinnen über. Fortan unterstand das Kloster dem Abt des Klosters Eberbach. Im Kloster wurde ein Gewand der Heiligen Elisabeth als Reliquie aufbewahrt, das sich seit Anfang des 19. Jahrhunderts in St. Martin (Oberwalluf) befindet. Bei einem Feuer 1572 brannte das Kloster nieder, wurde jedoch in den folgenden Jahren wieder aufgebaut.
Im Zuge der Säkularisation wurde der Orden am 27. Januar 1803 enteignet. Zum Zeitpunkt der Säkularisation 1803 lebten ebenda: die Äbtissin, 7 Chorfrauen sowie 1 Laienschwester.
Von der ursprünglichen Klosteranlage haben sich heute nur wenige Relikte erhalten, so beispielsweise ein Schlussstein der Äbtissin Franziska Cronberg von 1765, ein Türsturz mit Datum von 1755 sowie ein Sandsteinportal aus dem 18. Jahrhundert.
Die Klostergebäude wurden fortan bis 1825 als Armenasyl, später von verschiedenen Unternehmern wirtschaftlich genutzt. Danach wollte Baron John Sutton, ein englischer Adeliger, im ehemaligen Kloster ein Priesterseminar eröffnen, jedoch scheiterten seine Pläne. Stattdessen erwarb 1881 die aus Irland stammende Adelige Anna Maria Grainger (1814–1897) mit ihrer Tochter Johanna Philomena Grainger (1847–1904) das Kloster und ließ es im Stil eines englischen Herrensitzes umbauen. Im Park existieren noch einige alte Bäume des Landschaftsparks aus dem 19. Jahrhundert.
Als Anna Maria Grainger schwer an Schwindsucht erkrankte, erwirkte sie bei Katharina Kasper, dass Ambulanzschwestern der Gemeinschaft der Armen Dienstmägden Jesu Christi aus Eltville kamen, um sie und andere pflegebedürftige Mitglieder der Familie Grainger zu pflegen. Nach dem Tod von Anna Maria Grainger wurde am 23. April 1898 in Tiefenthal eine Niederlassung der Armen Dienstmägde eröffnet. Johanna Philomena Grainger galt als Wohltäterin Martinsthals, wo sie 1902 den ersten Kindergarten gründete. In ihrem Testament vermachte sie das Kloster den Dernbacher Schwestern.
Vom Ende des 19. Jahrhunderts bis 1933 verfügte das Kloster über einen Haltepunkt an der Kleinbahn Eltville–Schlangenbad.
Kurz vor Beginn des Zweiten Weltkriegs 1939 wurden die Klostergebäude abermals beschlagnahmt und als Schule verwendet, bis 1943 eine Spionageabteilung mit Funkstation der SS dort einquartiert wurde. Am 13. Februar 1945 wurde das Kloster bombardiert und brannte bis auf die Grundmauern nieder. Am 22. August 1946 wurde die Ruine wieder den Dernbacher Schwestern übergeben, die das Kloster in den folgenden Jahren neu aufbauten. Ab 1952 diente das Kloster als Provinzhaus für eine der damals drei deutschen Ordensprovinzen, zuständig für damals 118 Konvente mit 1.231 Professschwestern. Im Jahre 1990 wurde es umgebaut und 1991 als Bildungs- und Exerzitienhaus der Armen Dienstmägde Jesu Christi eröffnet.
Am 18. Juni 2020 gab die Provinzleitung des Ordens nach einer dreitägigen Visitation bekannt, dass das Kloster Tiefenthal 2021 geschlossen werde. Als Gründe für die Entscheidung wurden neben dem hohen Durchschnittsalter der Ordensgemeinschaft auch die hohen Kosten der nötigen Investitionen in die Bausubstanz und in den Brandschutz angegeben. Am 12. Juni 2021 wurden die letzten zehn in Tiefenthal lebenden Schwestern verabschiedet.